# Dixella aurora
Dixella aurora är en tvåvingeart som beskrevs av Peters och Cook 1966. Dixella aurora ingår i släktet Dixella och familjen u-myggor.
Artens utbredningsområde är New York. Inga underarter finns listade i Catalogue of Life.